# 森塞特萊克 (新澤西州)
森塞特萊克（英語：Sunset Lake）是位於美國新澤西州坎伯蘭縣的普查規定居民點。

## 人口
根據2020年美國人口普查的數據，森塞特萊克的面積為1.72平方千米，當中陸地面積為1.55平方千米，而水域面積為0.17平方千米。當地共有人口494人，而人口密度為每平方千米287.21人。